# 後寮 (桃園市)
後寮，是臺灣桃園市中壢區的一個傳統地域名稱，位於該區東南部。相較於今日行政區，其範圍大致包括後寮里不含最北端一小部分、信義里西南部、明德里、龍興里、龍德里、至善里、龍慈里、龍昌里、龍安里、龍東里、龍平里、龍岡里、振興里東南端一小部分以及龍山里不含西南角一小部分。
本地區西北部地區因靠近台鐵中壢車站，已發展成為中壢市區的一部分。

## 歷史
台灣清治末期至日治初期，後寮地區為一街庄，稱為「後藔庄」，隸屬於桃澗堡。該庄北邊及東邊北側與中壢埔頂庄為鄰，東邊南側與霄裡庄為鄰，南邊為社仔庄，西邊為石頭庄。
1901年（日治明治三十四年）11月，全台廢縣廳改設二十廳，該庄隸屬於桃仔園廳。1903年（明治三十六年），改名桃園廳。1909年（明治四十二年）10月，合併二十廳為十二廳，該庄隸屬不變。1920年（大正九年），廢十二廳改設五州二廳，該庄改制並雅化為「後寮」大字，隸屬於新竹州中壢郡中壢街。
戰後中壢街改制為中壢鎮，隸屬於新竹縣，大字亦改制為里。1950年桃、竹、苗分治，中壢鎮改隸屬於桃園縣。1967年，中壢鎮因人口數達10萬而升格為中壢市。2014年12月，桃園縣升格為直轄桃園市，中壢市改制為中壢區。
因為人口增加，本地區已分拆為多個里。

## 聚落
本地區發展較早的聚落為後藔，在日治期初期的官方地圖上已有記載。近年來本地區西北部環中東路二段以北地區已發展成為中壢市區的一部分；此外，本地區尚有富台、龍岡等聚落。

## 交通
縣道112號（龍岡路二段～三段）是觀音至大溪崎頂的道路，大致以西南—東北走向到達後寮地區西部邊界後，轉向南南東後轉東南經過本地區西部邊界中段及西南部地區。由該道路向西南經外環境繞過中壢市區後轉向西北可前往新屋、永安漁港等地，向東南可前往八德、大溪等地。
市道114號（中山東路二段～四段）是新屋永安漁港至板橋光復橋的道路，大致以西北—東南走向經過本地區東部邊界地帶。由該道路向西北轉西穿越中壢市區後可前往新屋、永安漁港等地，向東南轉東可前往八德、鶯歌、板橋等地。
區道桃76線（後興路二段～一段）是清雲科大至仁美的道路，也是本地區北半部略呈西北—東南走向的內部連絡道路，其西北側端點位於本地區西北部環中東路二段路口，東南側端點位於本地區東部邊界處的市道114號路口。
區道桃77線（龍興路、龍慈路）是普仁至馬祖新里的道路，也是本地區中部的東北—西南走向內部連絡道路，其東北側端點位於本地區東北部市道114號路口，西南側端點位於本地區西南部市道112號路口。本道路與區道桃76線於本地區中部偏東北處相交。

## 學校
- 健行科技大學
- 南亞技術學院
- 東興國中（大部分）
- 龍興國中
- 龍岡國中
- 信義國小（小部分）